# فلم
فلم (به آلمانی: Felm) یک شهر در آلمان است که در رندسبورگ-اکرنفورده واقع شده‌است.
 فلم  ۱٬۱۰۳ نفر جمعیت دارد.